# Dachsberg (Oberbarnim)
Der Dachsberg ist eine 106,8 m ü. NHN hohe Erhebung auf der Gemarkung der Gemeinde Oberbarnim im Naturpark Märkische Schweiz im Landkreis Märkisch-Oderland in Brandenburg.

## Lage
Er liegt am nördlichen Rand des Pritzhagener Forsts, eines ausgedehnten Waldgebiets im Norden des Naturparks. Der namensgebende Oberbarnimer Ortsteil Pritzhagen liegt rund einen Kilometer nordöstlich der Erhebung. Im Umfeld des Dachsbergs gibt es weitere Erhebungen: Rund 680 m nordöstlich befinden sich die Kreisberge; rund 680 m südöstlich der 87,3 m ü. NHN hohe Silberberg. In 490 m Entfernung liegt im Nordwesten der 101,7 m ü. NHN hohe Dornberg sowie in 670 m Entfernung die 109,2 m ü. NHN hohe Jenashöhe. Im Nordwesten befindet sich in rund 540 m Entfernung der 128,6 m ü. NHN hohe Krugberg. Die Erhebung ist bewaldet; es gibt Sichtachsen zum Kleinen und Großen Tornowsee.

## Sage vom Teufelsstein
Auf dem Gipfel des Dachsbergs liegen zwei große Findlinge, die einer Sage nach zu einer früheren Zeit noch vereint waren. Er diente Bauern als Tisch zum Kartenspielen. Eines Tages kam der Teufel vorbei und spielte mit. Die Bauern nahmen ihm nach und nach seine Goldstücke ab. Als er sein letztes Geld verspielt hatte, sprang der Teufel voller Wut auf und ein Blitz spaltete den Stein. Der Teufel kehrte in die Hölle zurück und seit dieser Zeit haben die Findlinge ihre heutige Gestalt.